# Musée Joseph Fau
Das Musée Joseph Fau ist ein kulturhistorisches Museum in Conques im französischen Département Aveyron. Untergebracht ist es in einem historischen Altbau gegenüber dem Pilgerbrunnen unmittelbar bei der Abteikirche Sainte-Foy. Der Namensgeber, Joseph Fau, war von 1953 bis 1977 Bürgermeister von Conques.

## Sammlungen
Die Ausstellung umfasst überwiegend Mobiliar und Einrichtungsgegenstände des 17. und 18. Jahrhunderts, darunter Tapisserien mit Szenen aus dem Leben der Heiligen Maria Magdalena. Außerdem verwahrt das Museum Skulpturen und romanische Kapitelle des ehemaligen Kreuzgangs bei der Klosterkirche.